# Blåsmaskin
Blåsmaskin är en apparat som pressar ut luft. Blåsmaskiner används till exempel i industrin för förbränning (blästluft) i masugnar, för förbränning i en ässja i en smedja eller för luftning av bassänger i reningsverk. Inom byggbranschen användes blåsmaskin för att få in lösull för värmeisolering, eller för att blåsa ihop löv i högar. Detaljhandeln säljer små blåsmaskiner för fyllning av ballonger.
Blåsmaskiner för industrin tillverkas och säljs i dag av ett flertal leverantörer, t.ex. för industriellt behov: Atlas Copco eller Kaeser. Blåsmaskiner för industrin är ofta av typ deplacementskompressor: rotationskolvkompressor eller skruvkolvskompressor, även benämnda Roots kompressor. Andra blåsmaskiner arbetar med centrifugalprincipen t.ex. flerstegs centrifugalfläktar. Dessa ger en helt annan arbetskurva än "kompressorer" medan kompressorn har ett nästan konstant luftflöde, så har centrifugalfläktarna ett varierande flöde vid nästan konstant tryck. Flerstegs centrifugalfläktar säljs idag av ett flertal leverantörer, t.ex.  Continental Industrie eller Siproma.

## Blåsmaskin för masugn

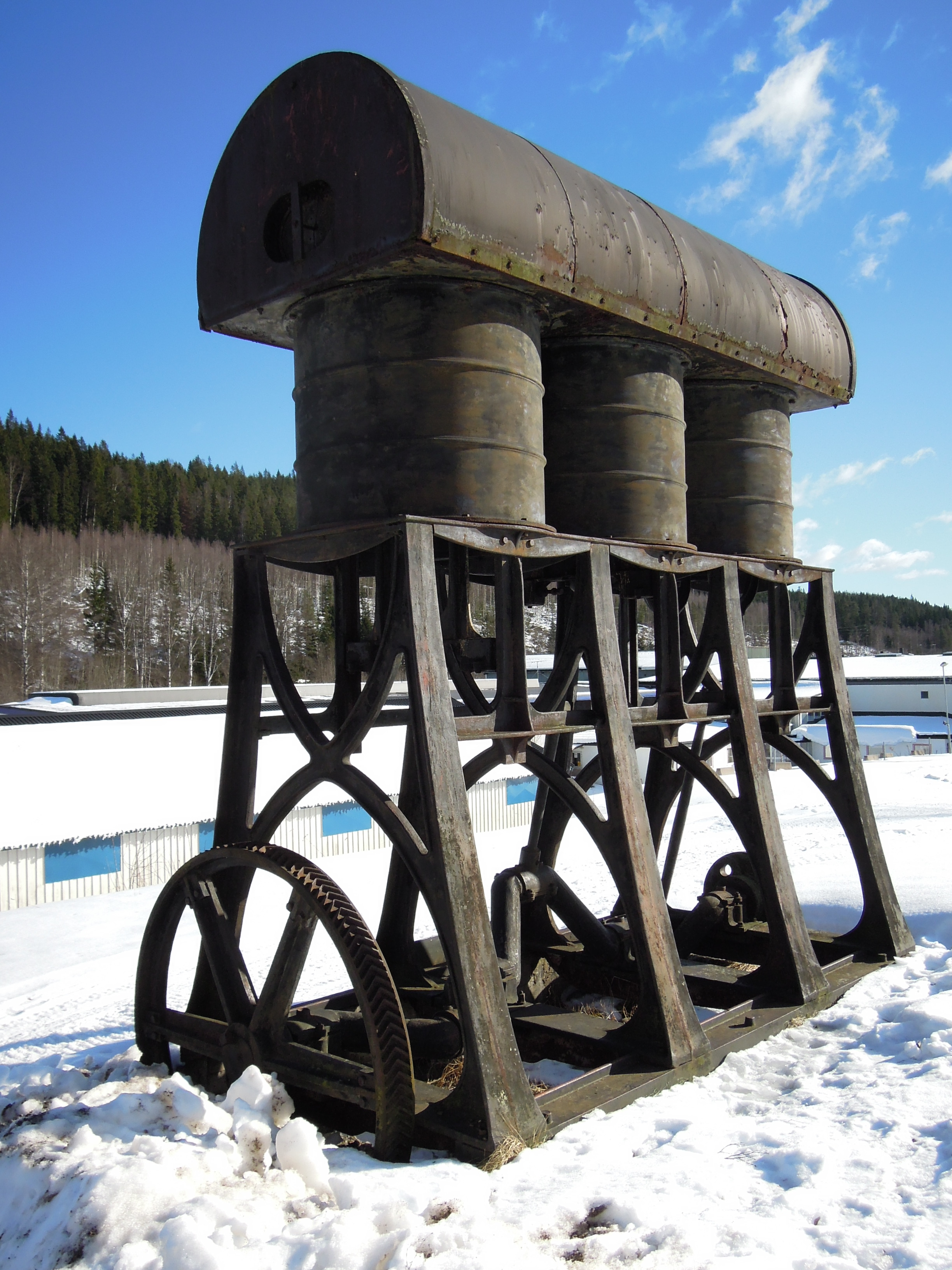
Blåsmaskin konstruerad av Jonas Bagge. Användes för blästluft i masugnar i Sverige från cirka 1850 till 1910. Uppställd i Lesjöfors.

Tidiga (medeltida och senare) blåsmaskiner för blästerugn, smältugn och smide bestod av bälgar. Bälgarna drevs med trampning. Drivning med vattenhjul infördes för att få större luftflöde (se även blåsning). 
Utvecklingen av masugnen under 1800-talet kräver större luftflöde. En typ av kraftigare blåsmaskiner består av träkistor, av vilka den ena rörde sig i den andra undertill drivna av vevar.  Den kallades Widholms efter konstruktören, dessa maskiner i trä ersatte de gamla spetsbälgarna på många bruk.   Två Widholmsmaskiner finns bevarade, en vid Hargs bruk och en vid Kopparverket i Riddarhyttan.
Jonas Bagge konstruerade 1835 en cylinderblåsmaskin av gjutjärn för att öka blästluften till masugnar som kom att bli mycket använd. Mer än 150 blåsmaskiner av Bagges konstruktion byggdes . Bagges blåsmaskin tillverkades av gjutjärn och bestod av tre stora cylindrar där luften komprimeras av kolvar. Kolvarna löper fram och åter i cylindrarna drivna av en vevaxel och var sin vevsläng liksom kolvarna i vanliga bilmotorerer. Det fanns flera konstruktörer av blåsmaskiner kring mitten av 1800-talet. Bagges maskin var enkelverkande och komprimerade luft i ena riktningen. Det fanns även dubbelverkande modeller av andra konstruktioner tex Holmgrens oscillerande blåsmaskin som komprimerade luft vid både fram och återgång av kolven. Dessa blåsmaskiner drevs alla av vattenkraft via ett vattenhjul, senare under 1800-talet förekom även vattenturbiner. 
Bagges enkelverkande maskiner är alltid stående. Upptill samlas luften i en så kallad väderlåda för att ge ett utjämnat luftflöde. Dubbelverkande blåsmaskiner av andra typer kan vara både liggande och stående.
En liggande kistblåsmaskin i gjutjärn från 1839 finns renoverad och i bruk vid Orrefors Hammarsmedja.

## I dag kan man se och uppleva blåsmaskiner
Det finns restaurerade blåsmaskiner som används i drift. Karmansbo kör årligen lancashiresmedjan under järnets dag varvid även blåsmaskinen är i drift. Här finns en film från järnets dag 2009 som även visar två Bagges blåsmaskiner vid 3:42 
Blåsmaskiner i rörelse demonstreras även i Engelsbergs bruk, Olofsfors bruk och i Storbrohyttan som hör till Filipstads bergslag. Här är en youtubefilm från invigningen i Storbrohyttan 2009:
Blåsmaskinen på Åminne bruk är renoverad och åter i drift 2012. 
Det finns många Bagges blåsmaskiner på ursprunglig plats, till exempel i Flatenbergs hytta eller uppställd utomhus som i Lesjöfors.